# Leichtathletik-Europameisterschaften 1958/Teilnehmer (Portugal)
Portugal nahm bei den 6. Leichtathletik-Europameisterschaften in Stockholm zum vierten Mal an der Veranstaltung teil. Zu den Wettbewerben entsandte das Land einen Athleten.
| Wettbewerb | Männer                  |
| ---------- | ----------------------- |
| Marathon   | José Araújo (14. Platz) |